# Foreshadow Productions
Foreshadow Productions war ein polnisches Unternehmen, das als Musiklabel und Versandhandel agierte.

## Geschichte
Das in Krakau ansässige Unternehmen wurde in der zweiten Hälfte des Jahres 2002 von Arek Mlyniec gegründet und bis zum Jahr 2008 betrieben. Das Label gab an „dunkle, düstere und emotionale Musik“ zu verlegen. Mit diesem Selbstverständnis vertrieb es überwiegend Interpreten des Doom-Metal-Spektrums, darunter die Funeral- und Death-Doom-Gruppen Oktor, Gallileous und Quercus sowie Hybride des Post-Rock und Drone Doom wie Thisquitearmy, Nadja, Methadrone. Zugleich veröffentlichte das Label Kompilationen wie das Skepticism-Tribut-Album Entering the Levitation – A Tribute to Skepticism im Jahr 2007 und die dem Roman Der Herr der Ringe gewidmete Kompilation Sonic Visions of Middle Earth im Jahr 2005. Eine erste Website wurde im September 2002 gestartet und kurz darauf erschien mit Innocent Dreams von Indicium die erste Veröffentlichung des Labels. Bis in die erste Hälfte des Jahres 2005 veröffentlichte Foreshadow Productions 25 Alben, darunter solche von Moss, Nadja, Quercus und Oktor. Das bis dahin genutzte CD-R-Format wurde anschließend von einem CD-Format ersetzt, wodurch eine höhere Auflage möglich wurde. Mit dem Beginn des Jahres 2007 plante das Label den Katalog der frühen Jahre als CD erneut aufzulegen und ging einen Vertrag mit dem Dou Nadja über zwei Alben ein. Nach Veröffentlichungen im Jahr 2008 endete die Verlagstätigkeit von Foreshadow Productions.